# Márkus József (agrármérnök)
Márkus József (Budapest, 1911 – Budapest, 1994. április 26.) magyar agrármérnök, egyetemi tanár, a mezőgazdasági tudományok kandidátusa, a juhtenyésztés, a gyapjúminősítés, a vércsoportkutatás és a takarmányozástan kutatója, az Állatorvostudományi Egyetem takarmányozástani tanszékének megszervezője.

## Élete
Munkáscsaládban született. 1935-ben szerzett mezőgazdasági mérnöki oklevelet a József Nádor Műszaki és Gazdaságtudományi Egyetemen, majd egy év múltán ugyanott megszerezte a doktori címet is, summa cum laude minősítéssel. Tanárai egyike, Schandl József professzor már diákként foglalkoztatta az általa vezetett állattenyésztéstani intézetében, juhtenyésztési és takarmányozástani kutatójaként.
Diplomázását követően 1943-ig oktatóként dolgozott az egyetemen, közben szaktanári képesítést is szerzett és tagja lett a Királyi Magyar Természettudományi Társulatnak. Később egy évre elvállalta a Teleki Pál által megszervezett Nép- és Tájkutató Intézet Állattenyésztési szakcsoportjának vezetését, ami miatt a második világháborút követően több ízben érték méltánytalanságok.
1942 és 1949 között a Futura Szövetkezeti Központok Áruforgalmi Rt., illetve a Magyar Országos Szövetkezeti Központ (MOSZK) gyapjúminősítő osztályának a vezetője volt, 1949-ben pedig a mezőgazdasági kísérletügy területén, mint a Mezőgazdasági Tudományos Központ főelőadója, megszervezte az Állattenyésztési Kutatóintézetet.
Még ugyanabban az évben intézeti tanári kinevezést kapott a Magyar Agrártudományi Egyetem Állattenyésztéstani Tanszékére, ahol Csukás Zoltán professzor kérésére 1951-ben a tanszék docense lett, az ő halálát követően, 1957-ben pedig átvette a tanszék vezetését. 1958-ban vércsoport-laboratóriumot szervezett az Állatorvostudományi Egyetem keretein belül, majd a következő tíz évben vezette is az országosan egyedülálló létesítményt.
1963-ban elérkezettnek látta az időt arra, hogy önálló takarmányozástani tanszéket szervezzen, amelyet a megalakulását követően – még ugyanabban az évben egyetemi tanárrá kinevezve – egészen a nyugállományba vonulásáig, 1973-ig vezetett.
1994. április 26-án hunyt el Budapesten.

### Oktatói tevékenysége más egyetemeken
Az agráregyetemi és állatorvostan-hallgatók oktatásán kívül 1932 és 1942,
majd 1946 és 1954 között tanította a kertészeti felsőoktatás hallgatóit is. 1954 és 1966 között pedig az Eötvös Loránd Tudományegyetem Természettudományi Karán az állattenyésztés alapjai című tantárgyat adta elő. Komoly érdemeket szerzett az állatorvosok továbbképzésében is.

### Kutatói tevékenysége
Kutatómunkájának fókuszában kezdetben a juhtenyésztés és a gyapjúminősítés kérdései álltak, majd a háziállatok vércsoportvizsgálataival foglalkozott. Későbbi szakmai érdeklődése a takarmányozás újabb és újabb kérdései – ezen belül is az ásványi anyagok felhasználási lehetőségei, a fehérjeminősítés, a mezőgazdasági melléktermékek takarmányozási hasznosítása stb. – felé fordult.
A nyugdíjazását közvetlenül megelőző időszakban a gazdasági haszonállatok kalcium-, foszfor- és mikroelem-szükségleti értékeinek meghatározásával kezdett foglalkozni. Ezen munkásságát nyugdíjasként is folytatta, sőt humán vonatkozásokra is kiterjesztette, így kutatási eredményei az emberi csontritkulás (oszteoporózis) megelőzése, illetve kezelése-gyógyítása szempontjából is értékesek.
Tudományos életpályájának további fontosabb témakörei között említhető még: egyes takarmányféleségek savanyítás útján való tartósítása; genetikai lehetőségek a gyapjúminőség javítására; szarvasmarha-nemesítési vizsgálatok a dán vörös mint keresztezési partner felhasználásával; bikák, kosok ivadékvizsgálata; szabadtartásos szarvasmarha-tartás; vércsoport- és biokémiai polimorfizmus-vizsgálatok; a takarmányfehérjék és a lizin biológiai értékelése; vitaminkutatások és széles körű ásványianyag-kutatások.

### Szervezeti tagságai
Több tudományos szervezetben viselt tagságot – pl.: Gesellschaft für Züchtungskunde, FM Szarvasmarha- és Juhtenyésztési, Takarmányozási Témakollektíva, MTA Tudományos Minősítő Bizottság –, valamint szakfolyóiratok – Agrártudomány, Állattenyésztés, Természettudományi Közlöny (a Természet Világa elődje) – szerkesztőbizottságának a tagja volt.
Szakmai feladatai mellett a korábbi tanárainak megbecsülését, emlékük megőrzését is szívén viselte. Így, az ő kezdeményezésének eredményeként áll ma Budapesten, az Állatorvos-tudományi Egyetem területének különböző pontjain Tormay Béla, Zlamál Vilmos és Aujeszky Aladár mellszobra, illetve Gróh Gyula és Thanhoffer Lajos emléktáblája.

## Elismerései
- Kiváló Állattenyésztő
- A Szocialista Kultúráért kitüntetés
- Munka Érdemrend kitüntetés ezüst, majd arany fokozata
- Ujhelyi Imre-emlékérem
- az Állatorvostudományi Egyetem honoris causa doktora (1991)

## Emlékezete
1991-ben Madarassy Walter szobrászművész öntött bronzérmet készített Márkus professzorról. A 84 milliméter átmérőjű érem előlapján a fej balra néz, baloldalán "Dr. Márkus", jobb oldalán "Jőzsef 1991" felirat, lent "MW" monogram olvasható. A hátlapon egy csontritkulásos elváltozásokat mutató emberi combcsont hosszanti metszéslapja és egy kis korong alakzat látható, a körirat felirata: "Gyógyítható az oszteoporózis" szöveg olvasható. Az érem egy eredeti példánya a Semmelweis Orvostörténeti Múzeum gyűjteményében szerepel.